# Vernon, Utah
Vernon är en ort i Tooele County i delstaten Utah, USA.